# Abbazia di San Giovanni (Vertemate con Minoprio)
L'abbazia di San Giovanni è un complesso abbaziale situato nel comune di Vertemate con Minoprio, in provincia di Como. Fondata nell'XI secolo, ha subito varie traversie nel corso dei secoli fino al sequestro operato all'inizio dell'Ottocento. Da allora, dopo vari utilizzi, è stata restaurata solo nella seconda metà del Novecento. L'abbazia è di proprietà privata e chiusa al pubblico. Contiene degradati lacerti di affreschi del Trecento e del Quattrocento.

## Storia
L'abbazia viene fondata nel 1084 o 1086 come priorato cluniacense da un monaco chiamato Gerardo, proveniente dall'abbazia di Cluny. Per la costruzione dell'abbazia vennero utilizzati terreni oggetto di donazione da parte di alcuni fedeli. Consacrata nel 1095 dal vescovo di Imola Odone, ottiene il privilegio di priorato, condiviso con altri due monasteri della zona: San Pietro di Vallate a Cosio Valtellino e San Nicola di Figina a Galbiate.
Nel 1288 il sito subisce notevoli danni per mano dei Comaschi in lotta con Milano: i vari edifici vengono occupati e ridotti in cattivo stato. Una ricostruzione effettiva viene praticata solamente duecento anni dopo, durante il Quattrocento, sotto papa Sisto IV, che riporta l'abbazia all'antico splendore. Nello stesso periodo, la chiesa fu abbellita da numerosi affreschi. 
Al tempo della visita pastorale da parte del vescovo di Como Feliciano Ninguarda, l'abbazia versava in condizioni di degrado.
Sotto la Repubblica Cisalpina, nei primi anni dell'Ottocento, i monaci vengono cacciati e il complesso diventa proprietà dei marchesi Cusani di Desio e utilizzato come cascinale agricolo. Definitivamente abbandonata durante il Novecento, l'abbazia viene finalmente restaurata nella seconda metà del secolo da Piero Ricotti e riportata al suo aspetto originario. Tra il 1993 e il 2005 vi trova sede una comunità di monaci benedettini, diventando un centro di spiritualità della zona dedicato a varie attività artistiche, quali il restauro di libri antichi. Nell'ottobre del 2005, però a causa del canone di locazione troppo elevato, dei limitati introiti derivanti dall'ospitalità e alla negazione del permesso di costruire una foresteria per l'ospitalità dei pellegrini, la comunità si trasferisce in un altro monastero a Dumenza. Attualmente, pertanto, l'abbazia si trova chiusa e inutilizzata.

## Descrizione e opere
Il complesso monastico, inserito in una suggestiva ambientazione isolata e boschiva, comprende la chiesa, un chiostro, i dormitori, la cucina e altri locali, ad esempio un forno, attualmente trasformato in locale caldaie.

### Esterni
Di architettura romanica, la chiesa si compone di tre navate, una centrale più grande e due laterali minori, tutte e tre concluse da un'abside sul fondo. Nella navata si innestano uno pseudo-transetto e un tiburio ottagonale. 
La facciata a salienti, in origine introdotta da un portico andato distrutto nel corso dei secoli, è pietra a vista, con portale centrale sormontato da un finestrone e due monofore in corrispondenza delle navate laterali. Il coronamento delle absidi e della facciata è decorato da archetti pensili.
Esternamente, la chiesa è dotata di contrafforti d'ispirazione borgognona.

### Interni
Internamente, le coperture delle navate sono in parte a capriate, in parte a volta a botte e in parte a crociera.
Dopo le requisizioni, nella chiesa non rimangono arredi sacri, ma si conserva comunque una serie di affreschi di varie epoche, anche se degradati. La parte absidale, ad esempio, è arricchita da affreschi di scuola lombarda databili alla fine del Quattrocento raffiguranti l'Incoronazione della Vergine, Cristo in pietà e le Scene della vita di san Benedetto. Nelle navate laterali, invece, sono presenti tracce di affreschi del Trecento.